# Cua mặt quỷ
Cua mặt quỷ, tên khoa học Zosimus aeneus, là một loài cua biển. Đây là một trong những loài cua độc, cơ thể chúng có chứa một số loại độc tố ảnh hưởng thần kinh như neurotoxin, tetrodotoxin và saxitoxin.